# Свято-Покровська Подільська церква
Церква Покрови Пресвятої Богородиці — чинна мурована церква в Києві на Подолі, пам'ятка архітектури XVIII століття.
Парафія Покрови Пресвятої Богородиці м. Києва належить до Київської єпархії Православної церкви України.

## Розташування
Розташована на території садиби, яка обмежена: зі сходу — вулицею Покровською, з півдня — провулком Покровським, з заходу — вулицею Боричів Тік.

## Історія
На місці сучасної церкви з XIV—середини XV століття стояла вірменська церква Різдва Богородиці, яка згоріла у 1651 році. Вона розташовувалася між сучасною Покровською церквою та її дзвіницею, і була зведена поряд із тогочасним вірменським кварталом Подолу.
Перша Покровська церква була збудована на кошти грецького купця Миколи Тарнавіота у 1685 році і була дерев'яною. Спершу церква була «придворною» (родинною). Вона, зокрема, була зображена на плані міста Києва полковника Ушакова 1695 року.
На початку XVIII століття вдова Миколи Тарнавіота передала церкву місту. Парафія нової церкви утворилася із частини старішої церкви Миколи Доброго.
Упродовж 1766—1772 на її місці архітектор Іван Григорович-Барський спорудив сучасну будівлю — двоповерхову муровану церкву у вигляді триконха, увінчаного трьома куполами.
У 1811 році сталася пожежа, після якої було змінено форма куполів, був також втрачений ліплений декор фасадів.
У 1824 із заходу прибудували теплу церкву святого Івана Воїна. 
Дзвіниця, що стоїть окремо, збудована у 1798-1799. Її другий поверх, спочатку дерев'яний, згорів у 1811, в 1831 зроблений мурованим.
У 1920-х церква належала прихильникам Істинно-православної церкви.
На початку 1930-х церкву закрито радянською владою.
У 1941, під час німецької окупації, богослужіння у церкві відновили. 
Церква відреставрована у 1953-1954 роках. У 1958 знову закрито.
У 1971 відреставрована дзвіниця.
15 квітня 1990 в церкві провели Великодню службу священнослужителі УАПЦ.
У 1991 церква передана УАПЦ, і фактично стала катедральним собором. У церкві проводили богослужіння патріархи Мстислав (Скрипник) та Володимир (Романюк).

## Архітектура
Архітектурний ансамбль Покровської церкви складають:
- Покровська церква (XVIII століття)
- Двоповерхова прибудова, облаштована з західного фасаду на початку XIX століття
- Дзвіниця (друга половина XVIII століття)

Покровська церква зведена у стилі українського бароко. Композиційно вона належить до українських триверхих тризрубних храмів.
Із заходу і частково з півночі огорожею церковного двору є цегляний паркан з воротами, з півночі та зі сходу по вулиці Покровській — металеві ґрати на ажурній цегляній парапетній стіні. У її центрі розташовується цегляна аркада з ворітьми і хвіртками.

## Церковні записи
Сповідні розписи, метричні книги і клірові відомості церкви (з 1737 по 1918 рік) зберігаються в Центральному державному історичному архіві України, м. Київ (ЦДІАК України).

## Світлини

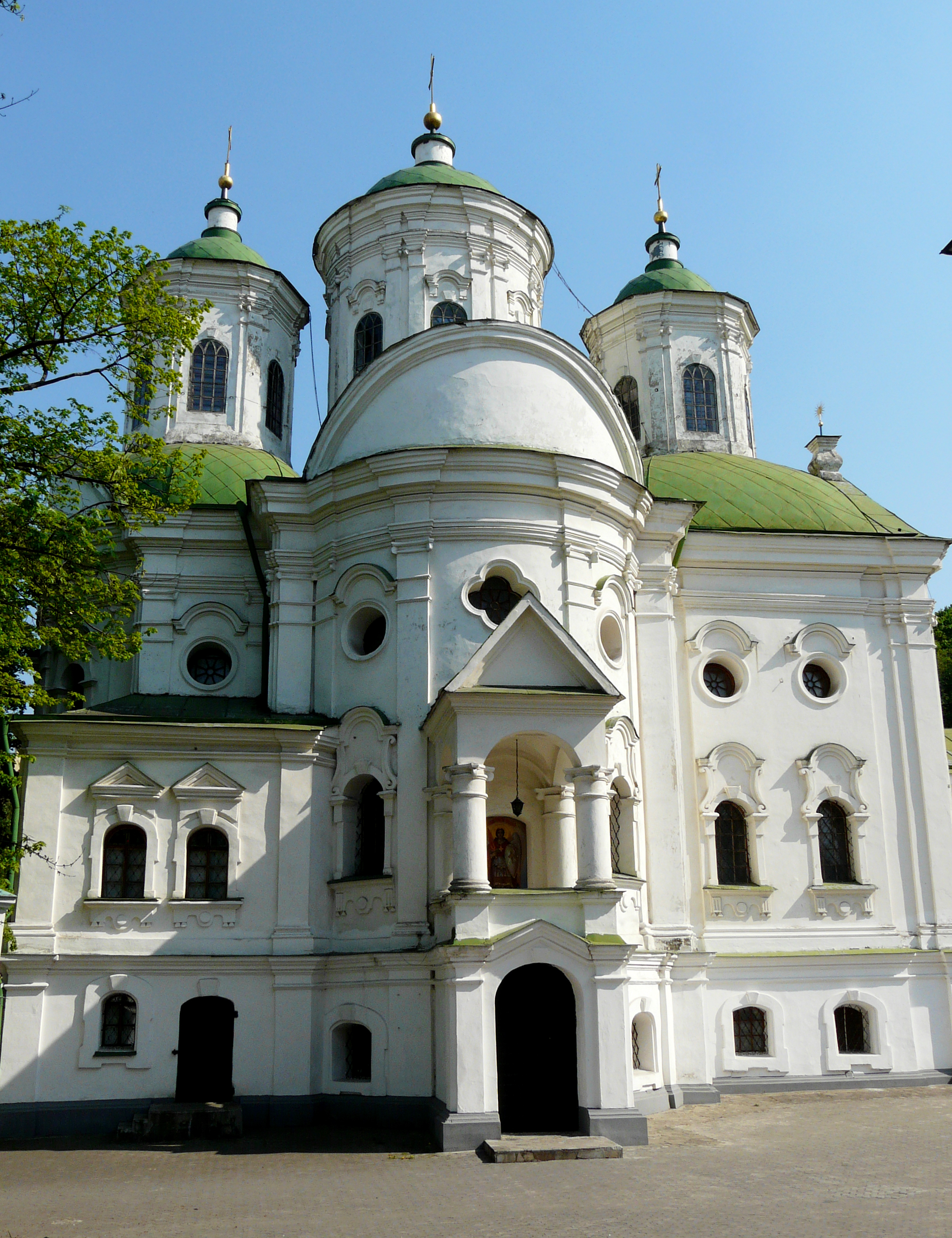
Церква з вулиці Покровської
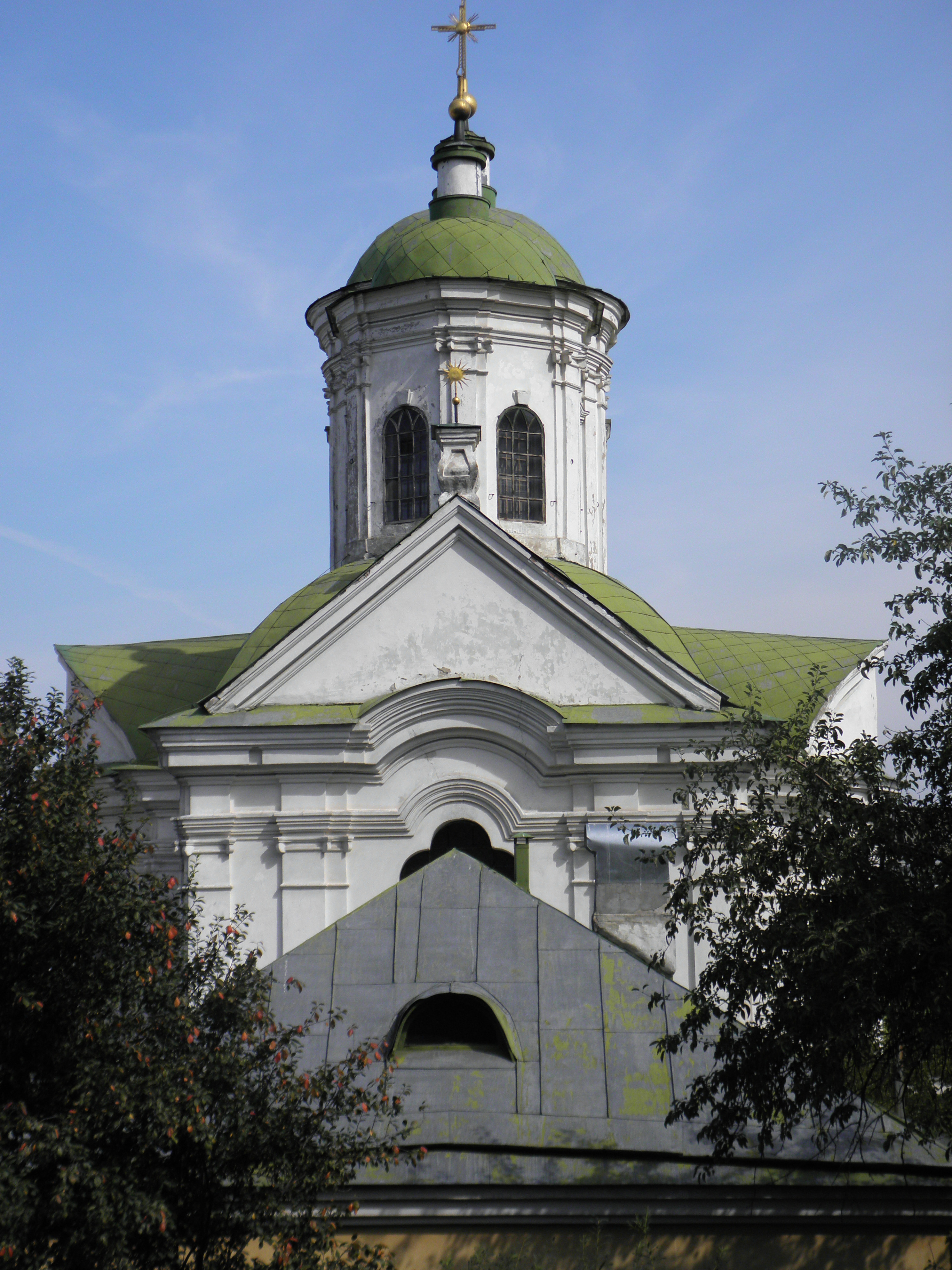
Церква з вулиці Боричів Тік
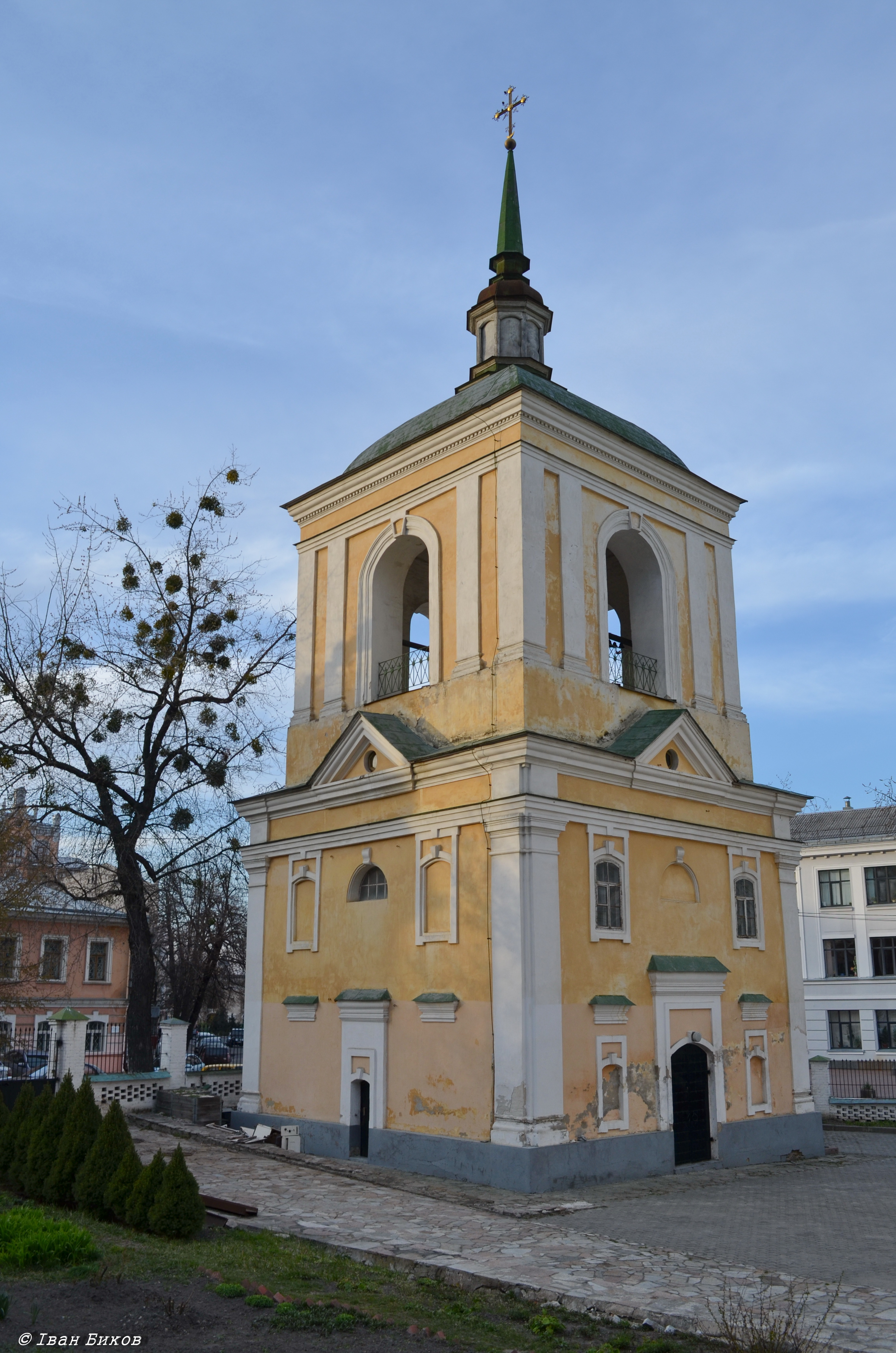
Дзвіниця
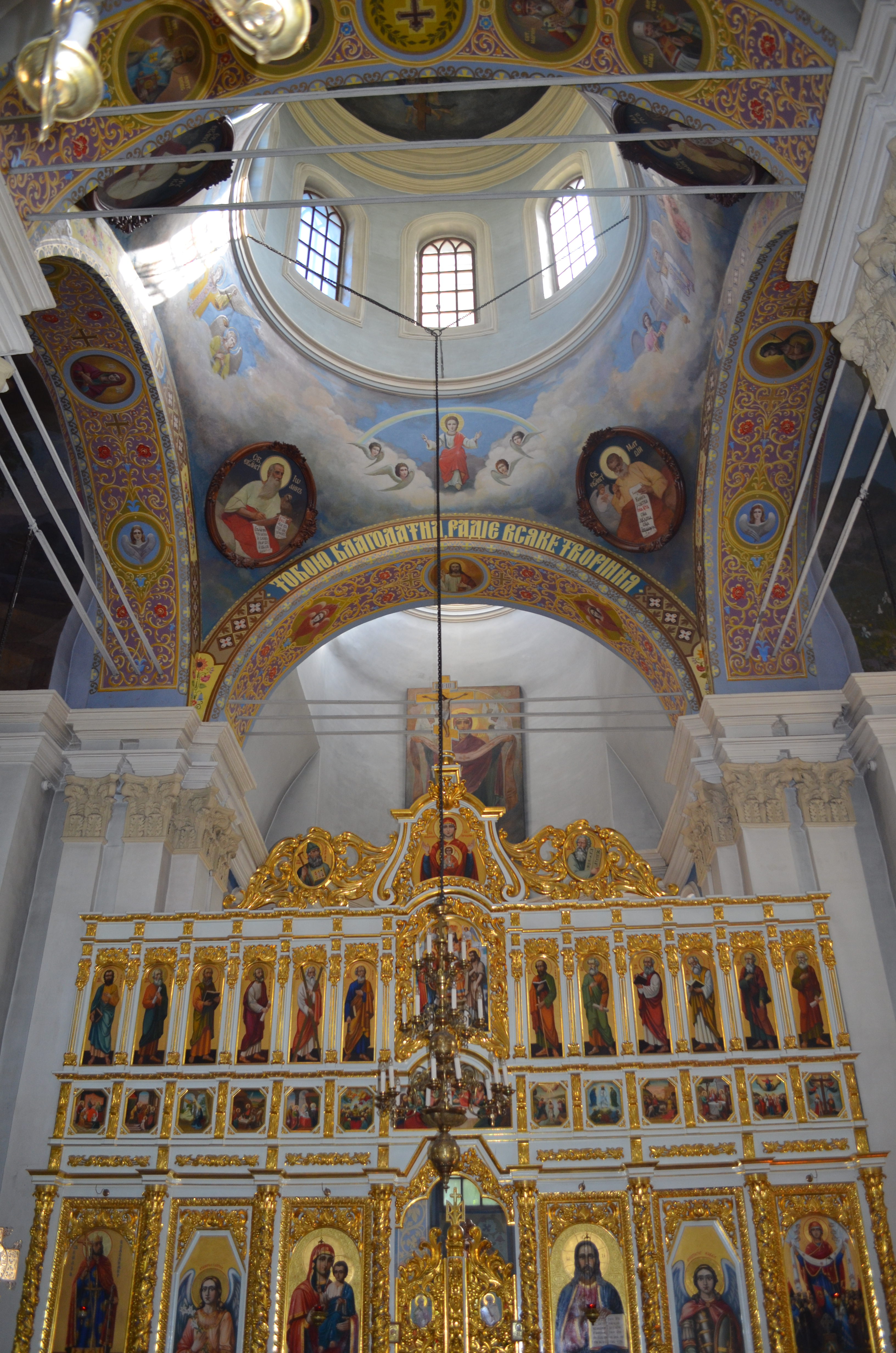
Всередині церкви
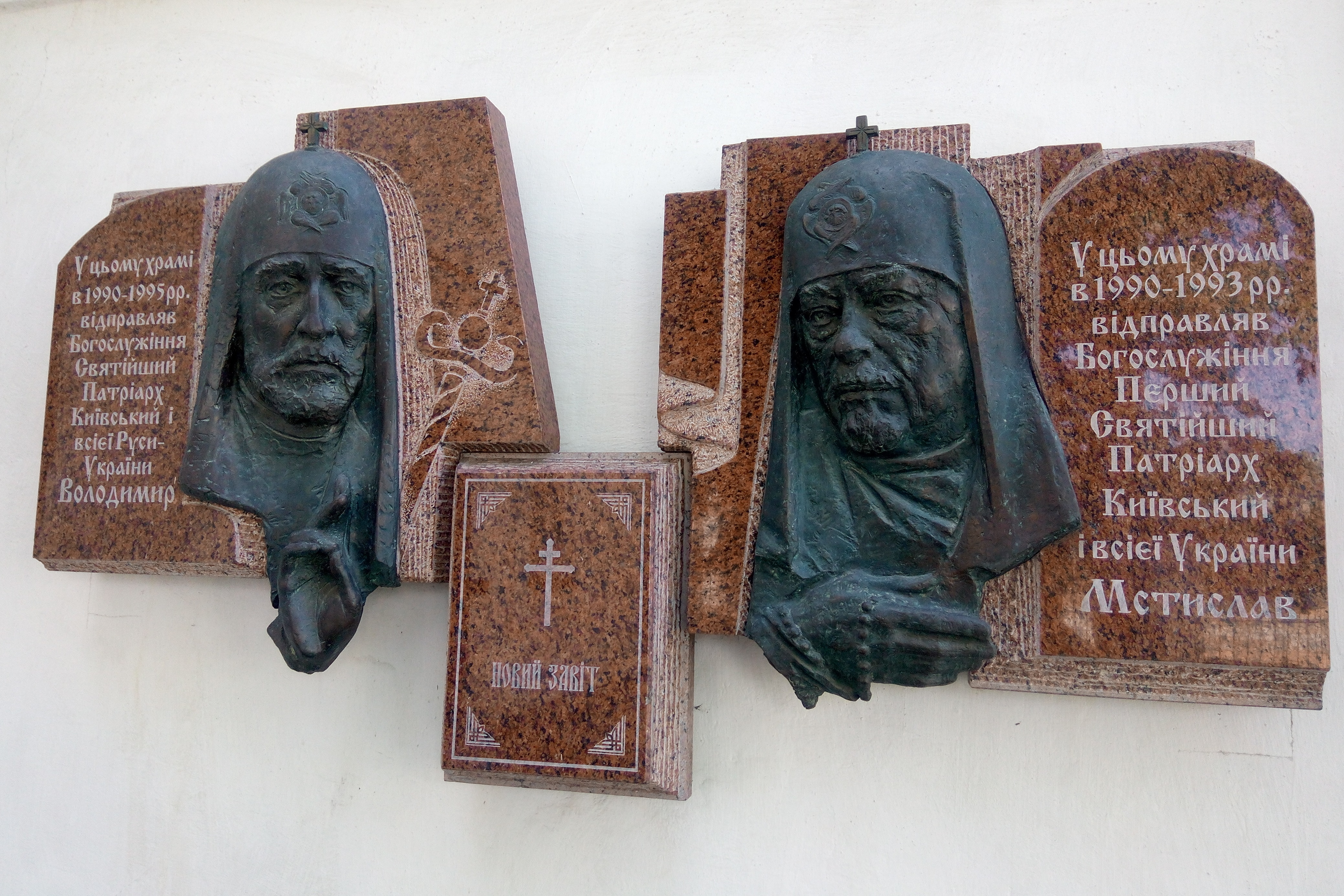
Меморіальна дошка патріархам Київським Мстиславу і Володимиру на фасаді храму